# Benjamin von Kállay
Benjamin von Kállay, född 22 december 1839 i Budapest, död 13 juli 1903 i Wien, var en österrikisk-ungersk statsman av ungersk börd. Han var 1869-75 generalkonsul i Belgrad och förvärvade sig därunder genom omfattande resor och språkstudier grundlig kännedom om Balkanhalvöns länder och folk. 1875–78 var Kállay medlem av ungerska deputeradekammaren och uppträdde där för en energisk österrikisk-slavisk Balkanpolitik. Han utgav i samma syfte Geschichte der Serben (tyska: "Serbernas historia") och Die Orientpolitik Russlands ("Rysslands orientpolitik") (1878). Kállay var 1878 delegerad i östrumeliska kommissionen, blev 1879 avdelningschef i österrikisk-ungerska utrikesministeriet under Haymerle med uppdrag att företräda ministeriet inför den ungerska delegationen, förestod efter Haymerles död en kortare tid 1881 utrikesministeriet och blev 4 juni 1882 riksfinansminister samt administratör i de ockuperade turkiska provinserna Bosnien och Hercegovina. Med hänsynslös kraft utövade han där en upplyst despotisk styrelse till sin död och utförde därunder ett civilisatoriskt jättearbete för dessa under den turkiska tiden vanstyrda länders särskilt materiella och ekonomiska utveckling.